# Die Nelke
Die Nelke ist ein Märchen (ATU 652). Es steht in den Kinder- und Hausmärchen der Brüder Grimm ab der 2. Auflage von 1819 an Stelle 76 (KHM 76).

## Inhalt

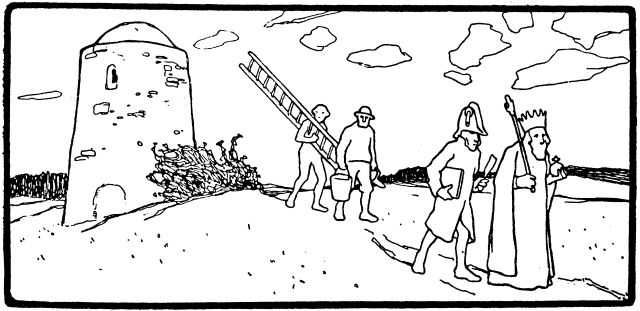
Illustration von Otto Ubbelohde, 1909

Eine kinderlose Königin bekommt von Gott auf ihr Bitten einen Sohn, dessen Gedanken in Erfüllung gehen. Der Koch raubt ihn, als sie schläft, und tropft ihr Blut auf das Kleid, worauf sie der König einmauern lässt. Aber zwei Engel bringen ihr als weiße Tauben Nahrung. Der Koch geht mit dem Sohn fort und lässt ihn ein Schloss mit Garten wünschen und eine Gefährtin. Der Sohn und sie lieben sich. Der Koch hat Angst und will sie zwingen, ihn zu ermorden. Sie tut es nicht, täuscht ihn mit Herz und Lunge von einer Hirschkuh. Der Sohn verwünscht den Koch in einen schwarzen Pudel mit goldener Kette, der Kohlen frisst. Er sieht nach seiner Mutter, mit der Jungfrau als Nelke in der Tasche, die sonst nicht mitwill und dem Pudel. Dann lässt er sich als Jäger anstellen, wünscht viel Wild herbei, und wird vom König zum Fest an seine Seite gesetzt. Er lässt einen Diener die Sprache auf seine Mutter bringen und klärt alles auf, indem er Pudel und Nelke ihre Gestalt zeigen lässt. Die Königin wird geholt, aber sie isst nichts und stirbt. Der König folgt ihr aus Gram. Der Sohn heiratet die Jungfrau.

## Andere Versionen

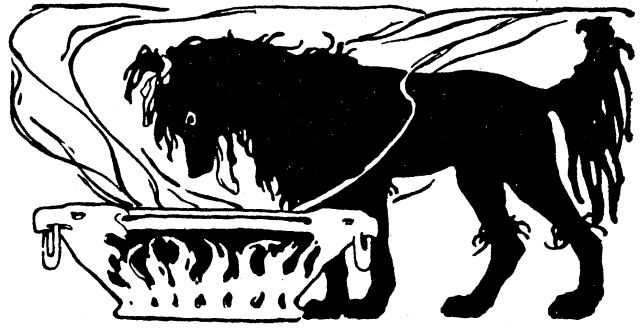
Illustration von Otto Ubbelohde, 1909

Die 1. Auflage erzählt das Märchen (nach Familie Hassenpflug) so, dass der Gärtner sich zur Taufe in die Kirche schleicht und hört, welche Gabe der Pate dem Kind verleiht, es raubt und bei einem Jäger aufwachsen lässt. Der Sohn kehrt als Jägergeselle mit der geliebten Jägerstochter als Nelke und dem Gärtner als Pudel an Vaters Hof zurück. Die Nelke stellt er vors Fenster, außer wenn er allein ist. Schließlich melden es seine Gesellen dem König. Die Anmerkung erzählt diese Version noch nach, mit Verweis auf die Redensart „wenn mein Schatz ein Nelkenstock wär, / setzt ich ihn vors Fenster, daß ihn jedermann säh“, ferner ein Lied in Des Knaben Wunderhorn (2, 11. 12) und Basiles Pentameron I,2 Die kleine Myrte (vgl. auch IV,5 Der Drache).
Ab der 2. Auflage stammt das Märchen „Aus Zwehrn“ (von Dorothea Viehmann), dazu eine ebenfalls hessische Variante des Anfangs: Der König bittet den zum Paten, der ihm zuerst begegnet (vgl. KHM 42, 44, 126). Es ist ein armer Mann, der dem Sohn gibt, dass ab 18 Jahren all seine Wünsche eintreffen. Ein Zwerg hört es, raubt ihn, klagt die Königin an, die eingemauert wird, und heiratet eine Kaufmannstochter, die dann den Achtzehnjährigen töten soll.

## Vergleiche
Das Motiv der unschuldig Verurteilten und des bescheidenen Unbekannten („ich bin ein schlechter Jägersbursch“) erinnert an viele Märchen, besonders an KHM 65 Allerleirauh oder KHM 179 Die Gänsehirtin am Brunnen. Es eignet sich besonders zu der hier vorgenommenen Verchristlichung. Vergleiche besonders KHM 96 De drei Vügelkens und KHM 198 Jungfrau Maleen. Neben Engeln als weißen Tauben (Mk 1,10 , 1 Kön 19,5 ) erinnert die Kinderlose, der ein Sohn geweissagt wird, an die Frau Abrahams im Alten Testament. Der Koch schwingt sich im doppelten Sinne zum Herrn auf, als er den Sohn sich eine Frau geben lässt („Es ist nicht gut, dass du so allein bist“), die ihn dann verderben soll (vgl. Genesis). Nelken sind Symbol für Maria, Passion und Tod. Zum Pudel als Teufel vgl. auch Goethes Faust I.
Hans-Jörg Uther findet Anklänge an die mittelniederländische Reimpaardichtung Esmoreit aus dem 14. Jahrhundert.
Kathrin Schmidt schrieb eine Parodie.